# Ptychobela vexillium
Ptychobela vexillium é uma espécie de gastrópode do gênero Inquisitor, pertencente a família Pseudomelatomidae.